# Maiol II de Narbona
Maiol II foi, de acordo com a Grande Enciclopédia Catalã, um visconde do Viscondado de Narbona do século X. Seria um suposto filho de Odão, o filho de Francão II e Arsinda, e sua esposa Riquilda de Barcelona, filha do conde Vifredo II e Garsinda de Ampúrias. Teve dois irmãos, Francão e Matefredo, com o último mais tarde também se tornando um dos viscondes de Narbona. Outras reconstituições o colocam como filho de Guálter e neto de Maiol I. Seja como for, foi citado em um documento de 24 de outubro de 946, quando fez doações à abadia de Lagrassa às almas de suas esposas falecidas, Ester e Ranilo, e suas filhas de nome incerto. Com uma das falecidas, gerou ainda Simplício e Valdemiro.